# Semenivka (raïon de Podilsk)
Semionovka
Pour les articles homonymes, voir Semenivka.
Semenivka (ukrainien : Семенівка) ou Semionovka (russe : Семёновка) est une commune urbaine au sein de la communauté de communes de Kodyma du raïon de Podilsk (ancien raïon Okny) de l'oblast d'Odessa, en Ukraine. Elle compte 183 habitants en 2001.

## Histoire
Pendant la Seconde guerre mondiale une partie de l’IAP-55 se trouvait à Seménivka sur la base aérienne avancée de l'aérodrome militaire de Bălți de Singureni.